# Haanja
Haanja (deutsch: Hahnhof) ist eine ehemalige Landgemeinde im estnischen Kreis Võru mit einer Fläche von 170 km². Sie hatte 1099 Einwohner (Stand: 1. Januar 2017). Seit 2017 ist Haanja Teil der Landgemeinde Rõuge.
Haanja liegt 17 km von Võru entfernt. Es wurde erstmals 1561 urkundlich erwähnt. Neben dem Hauptort Haanja umfasste die Landgemeinde die Dörfer Ala-Palo, Ala-Suhka, Ala-Tilga, Andsumäe, Haavistu, Hanija, Holdi, Horoski, Hulaku, Hurda, Hämkoti, Ihatsi, Jaanimäe, Kaaratautsa, Kaldemäe, Kallaste, Kaloga, Kergatsi, Kilomani, Kirbu, Kotka, Kriguli, Kuiandi, Kuklase, Kuura, Kõomäe, Käänu, Kääraku, Külma, Leoski, Lillimõisa, Loogamäe, Luutsniku, Lüütsepä, Mahtja, Mallika, Meelaku, Miilimäe, Mikita, Murati, Mustahamba, Mäe-Palo, Mäe-Suhka, Mäe-Tilga, Märdimiku, Naapka, Palanumäe, Palli, Palujüri, Pausakunnu, Peedo, Piipsemäe, Pillardi, Plaani, Plaksi, Posti, Preeksa, Pressi, Pundi, Purka, Puspuri, Raagi, Resto, Rusa, Ruusmäe, Saagri, Saika, Saluora, Sarise, Simula, Soodi, Sormuli, Söödi, Trolla, Tsiamäe, Tsiiruli, Tsilgutaja, Tsolli, Tummelka, Tuuka, Tõnkova, Uue-Saaluse, Vaalimäe, Vaarkali, Vakari, Vastsekivi, Vihkla, Villa, Vorstimäe, Vungi und Vänni.
Auf dem Gebiet der ehemaligen Gemeinde liegt die höchste Erhebung des Baltikums, der Suur Munamägi (318 m). Auf dem Gipfel steht ein 1939 errichteter 29,1 m hoher Aussichtsturm.
Sehenswert ist vor allem das Gutshaus Rogosi von Ruusmäe (deutsch Rogosinsky). Es wurde erstmals 1591 urkundlich erwähnt. Die Anlage wird seit 1989 aufwendig renoviert. Seit 1934 ist darin eine Grundschule und im ehemaligen Glockenturm das 
Heimatmuseum untergebracht.